# Roézé-sur-Sarthe
Roézé-sur-Sarthe – miejscowość i gmina we Francji, w regionie Kraj Loary, w departamencie Sarthe.
Według danych na rok 1990 gminę zamieszkiwały 1 903 osoby, a gęstość zaludnienia wynosiła 72 osób/km² (wśród 1504 gmin Kraju Loary, Roézé-sur-Sarthe plasuje się na 316. miejscu pod względem liczby ludności, natomiast pod względem powierzchni na miejscu 367.).